# Changchengornis
Changchengornis hengdaoziensis
Genre
Espèce
Changchengornis est un genre éteint d'oiseaux primitifs ayant vécu au Crétacé inférieur en Chine. Il appartient au biote de Jehol et ses fossiles ont été retrouvés dans la province chinoise de Liaoning, dans la partie inférieure de la formation géologique d’Yixian datée d'environ 125 Ma (millions d'années), à la limite entre le Barrémien et l'Aptien,.
C'est un proche parent du célèbre genre Confuciusornis, qu'il a rejoint au sein de la famille des confuciusornithidés créée en 1995,.

## Découverte
C'est dans les collections du muséum géologique de Chine de Beijing, en 1998, que les paléontologues Ji Shuan et Luis M. Chiappe retrouvent, parmi les nombreux spécimens attribués à Confuciusornis, un squelette qui semble différent des autres. Les travaux de préparation du squelette confirment qu'il s'agit bien d'un nouveau genre.
En 1999, Qiang Ji (d), Luis M. Chiappe et Shuan Ji (d) nomment son espèce type et unique espèce Changchengornis hengdaoziensis. 

## Étymologie
Le nom générique Changchengornis est composé du mot chinois changcheng, « Grande muraille de Chine », combiné avec le mot du grec ancien ὄρνις, ornis, « oiseau ». Le nom spécifique hengdaoziensis fait référence au membre d'Hengdaozi au sein de la formation d'Yixian, où le fossile avait été trouvé.

## Description
L'holotype, référencé GMV 2129, avait été découvert près du village de Jianshangou dans la province de Liaoning au nord-est de la Chine. Il provient des bancs de Jianshangou du membre d'Hengdaozi de la formation d'Yixian. Il s'agit d'un squelette presque complet et articulé, mais en partie endommagé par écrasement lors de la fossilisation. Cependant la quasi-totalité du plumage a été préservée dans un excellent état de conservation.
Changchengornis ressemble à son proche parent Confuciusornis avec cependant une taille inférieure au plus petit des Confuciusornis. Sa taille est comparable à celle d'un pigeon, soit de 15 à 20 centimètres de longueur.
Par rapport à Confuciusornis, le bec de Changchengornis est plus pointu, légèrement crochu à l'extrémité, proportionnellement plus court et plus haut à l'arrière. La crête delto-pectorale de son humérus n'est pas percée. Comme chez les mâles des autres confuciusornithidés, il possède une paire de longues plumes de queue en forme de ruban. Sa tête semble porter une touffe de plumes duveteuses qui la fait ressembler à celle des Tauraco actuels ; cependant il pourrait aussi s'agir d'un artefact de conservation.

## Publication originale
- (en) Ji Qiang, Luis M. Chiappe et Ji Shu'An, « A new late Mesozoic confuciusornithid bird from China », Journal of Vertebrate Paleontology, SVP et Taylor & Francis, vol. 19, no 1,‎ 15 mars 1999, p. 1-7 (ISSN 0272-4634 et 1937-2809, OCLC 238100068, DOI 10.1080/02724634.1999.10011117, lire en ligne).